# Nyker
Nyker (udtales "nøker") er en by på Bornholm med 695 indbyggere  (2024), beliggende 7 km sydøst for Hasle, 18 km syd for Allinge-Sandvig, 14 km nordvest for Aakirkeby og 7 km nordøst for kommunesædet Rønne. Byen ligger i Bornholms Regionskommune, der hører til Region Hovedstaden.
Nyker hører til Nyker Sogn. Ny Kirke i den østlige ende af byen er den mindste af Bornholms fire rundkirker og har givet byen navn, idet efterstavelsen -ker betyder "kirke".

## Faciliteter
Bornholms Frie Idrætsskole er en friskole, der blev grundlagt i 2005 efter lukning af folkeskolen. Friskolen har også skolebørnehave. Nyker Børnehus startede i 1989 på initiativ af Borgerforeningen og er en kommunal daginstitution, som ligger tæt ved friskolen og kan benytte dens gymnastiksal og sportsplads.
I 2015 stillede friskolen lokaler til rådighed for bibliotek, borgerforening og lokalhistorisk arkiv, men biblioteket er nu lukket fordi det blev brugt for lidt.
Nyker Gymnastik- & Forsamlingshus havde oprindeligt højtsiddende vinduer af hensyn til gymnastikken, men efter at byen fik folkeskole med egen gymnastiksal, blev huset et rent forsamlingshus. Så var de højtsiddende vinduer upraktiske, men nu har huset fået lavtsiddende vinduer i forbindelse med en renovering.

## Historie
Der var ikke landsbyer på Bornholm i gamle dage, men kirker og gårde lå ensomt. I 1899, hvor en egentlig bydannelse så småt var begyndt, blev området omkring Ny Kirke beskrevet således: "Ny Kirke, tæt ved Præstegaarden, og lidt mod V. Skolen. Desuden er der Missionshus, „Salem“ (opf. 1896), et Andelsmejeri og to Møller."
Målebordsbladene viser desuden et jordemoderhus. I 1904 fik Nyker brugsforening, som 3 år senere købte grunden over for ejendommen Granholt, der var byens landevejskro. Her lå Brugsen indtil den lukkede i maj 2017. I 1908 startede en skotøjsforretning, der også reparerede bl.a. seletøj. Den lukkede i 1970.

### Stationsbyen
Nyker havde station på Rønne-Allinge Jernbane (1913-53). Stationsbygningen er bevaret på Stationsvej 11. Trinbræt-pavillonen fra Mæby mellem Nyker og Klemensker er restaureret og genopført ved friskolens idrætsplads. Fra Nyker Hovedgade går den 5 km lange Nordre Jernbanesti, som følger banens tracé til Gartnervangen i Rønne, hvor den nu nedrevne station Rønne N lå.
Jernbanen satte gang i byudviklingen. Nyker Cykelforretning startede i 1915 og udvidede senere med salg af fyringsolie og benzin samt en mindre vognmandsforretning. Forretningen lukkede i 1987. Nyker Elværk blev opført omkring 1917, men bygningen har rummet autoværksted siden byen efter 2. verdenskrig begyndte at få strøm fra Østkraft i Rønne. I 1920'erne startede en købmandsforretning, der også havde en stor sidevirksomhed med nedsaltning af sild. Den lukkede i 1968. Byen har desuden haft slagterforretning og telefoncentral.

## Erhverv
Tekstildesigneren Bente Hammer med 7 medarbejdere laver stoftryk og syr unikke kjoler. Butik og værksted har siden 1987 ligget ved siden af Ny Kirke i den gamle smedje, som lukkede i 1980 og blev gennemgribende renoveret. Siden 2017 har Bente Hammer også haft butik i Svaneke.
Bageriet Nyker Brød, grundlagt i 1901, var tidligere kendt for sit rugbrød, men den produktion ophørte i 2008. Bageriet har skiftet navn til "Nykers" og fokuserer nu på kiks, knækbrød og dippers.